# نانا أرهين دواه
نانا أرهين دواه (بالإنجليزية: Nana Arhin Duah)‏ (مواليد 14 سبتمبر 1980 في غانا) لاعب كرة قدم غاني دولي يجيد اللعب في خط الهجوم . يلعب حاليا لصالح نادي جولد فيلدز الغاني منذ سنة 2008 .

## روابط خارجية
- نانا أرهين دواه على موقع قاعدة بيانات كرة القدم.إي يو (الإنجليزية)
- نانا أرهين دواه على موقع ناشيونال فوتبول تيمز (الإنجليزية)